# Donatella Damiani
Donatella Damiani, nacida el 3 de junio de 1958 en Nápoles, es una actriz italiana. la cual Es más conocida por su papel en la película La ciudad de las mujeres (1980) de Federico Fellini, en la que interpretó a una mujer dulce, protectora, seductora y que, según su propio testimonio, está "llena de contradicciones". Damiani rápidamente se hizo famosa como un símbolo sexual italiano en la década de 1980, apareciendo en reportajes fotográficos como la edición de junio de 1980 de Playboy y la edición de marzo de 1985 de Playmen. 

## Filmografía
- 1985: Il Peccato di Lola
- 1984: Hanna D. - La ragazza del Vondel Park
- 1982: Vigili e vigilesse: Miriam
- 1981: I Carabbinieri: Beatrice
- 1981: Miele di donna
- 1980: La Città delle donne (La ciudad de las mujeres) (de Federico Fellini).
- 1980: Non ti conosco più amore
- 1979: La Liceale seduce i professori